# NGC 5454
NGC 5454 é uma galáxia lenticular (S0) localizada na direcção da constelação de Boötes. Possui uma declinação de +14° 22' 55" e uma ascensão recta de 14 horas, 04 minutos e 45,7 segundos.
A galáxia NGC 5454 foi descoberta em 21 de Abril de 1865 por Heinrich Louis d'Arrest.